# Dissopsalis
A Dissopsalis az emlősök (Mammalia) osztályának a kihalt Creodonta rendjébe, ezen belül a Hyaenodontidae családjába tartozó nem.

## Rendszerezése
A nembe 2 faj tartozik:
- Dissopsalis carnifex - típusfaj
- Dissopsalis pyroclasticus

## Tudnivalók
Az idősebb faj a Dissopsalis pyroclasticus, amely a középső miocén korszakban élt, Kenya területén. A típusfaj, amely tovább élt, a Dissopsalis carnifex volt. Ez az állat a középső és késő miocén korszakokban élt, Pakisztán, India és Kína területén (Barry, 1988).
Az összes Creodonta közül a Dissopsalis élt a legtovább, ez azt jelenti, hogy az utolsó Creodonta volt. Az állat kortárs volt egy másik Creodontával, a Kínában élő Hyaenodon weilinivel, amely nem tudta elviselni az éghajlat változást és a modern ragadozókkal való versengést, emiatt kihalt a Dissopsalis előtt. A miocén végén a ragadozók a Dissopsalist is kiirtották a Föld felszínéről.